# Omolon incongrua
Omolon incongrua är en insektsart som beskrevs av Walker. Omolon incongrua ingår i släktet Omolon och familjen hornstritar. Inga underarter finns listade i Catalogue of Life.